# Flemming Enevold
Flemming Enevold (født 12. februar 1952 i Glostrup) er en dansk skuespiller, sanger, instruktør, teaterdirektør og forfatter.

## Karriere
Enevold blev student fra Holte Gymnasium i 1971 og blev efterfølgende uddannet fra Statens Teaterskole 1975 og Det Kgl. Danske Musikkonservatorium.
Han har medvirket i mange opsætninger og spillede bl.a. hovedrollen i musicalen The Phantom of the Opera og har også medvirket i Sebastians Cyrano. Han var frem til 2006 direktør for det nu lukkede Gladsaxe Teater og har også været direktør for Rialto Teatret. Enevold var formand for Kulturministeriets udvalg for scenekunst, der udarbejdede en del af Kulturkanonen. Hans mangeårige erfaring indenfor underholdning, film og teater, gør at han bliver brugt som entertainer, konferencier eller arrangør af forskellige events og fester.

## Privatliv
I folkeskolen havde Flemming svært ved at sidde stille, og han endte på en kostskole som 16-årig. Det viste sig senere, at hans uro i kroppen skyldtes, at han led af sygdommen bipolar affektiv sindslidelse, hvilket han blev diagnosticeret for som 20-årig. I begyndelsen fik han medicin, men han fandt ud af, at motion og meditation, havde en stor positiv effekt på hans sygdom. Han har et stort behov for motion og løber, cykler, svømmer og dyrker pilates for at holde sin sygdom i ave.
Siden 1982 har han været gift med balletdanserinden Linda Hindberg, som han mødte i 1977, og han har tre døtre.

## Filmografi

### Film
- Nyt legetøj (1977)
- Når engle elsker (1985)
- Aftenland (2003)
- Kærlighed på film (2007)
- Flammen og Citronen (2008)
- Headhunter (2009)
- ID:A (2011)
- Kartellet (2014)
- Så længe jeg lever (2017)

### Tv-serier
- Gøngehøvdingen (1992)
- Rejseholdet (2000-2003) (afsnit 26)
- Edderkoppen (2000)
- Nikolaj og Julie (2002-2003) (afsnit 3, 4, 5, 6, 7, 8 og 9)
- Store Drømme (2009)
- Forbrydelsen 2 (2009)